# Finalborgo

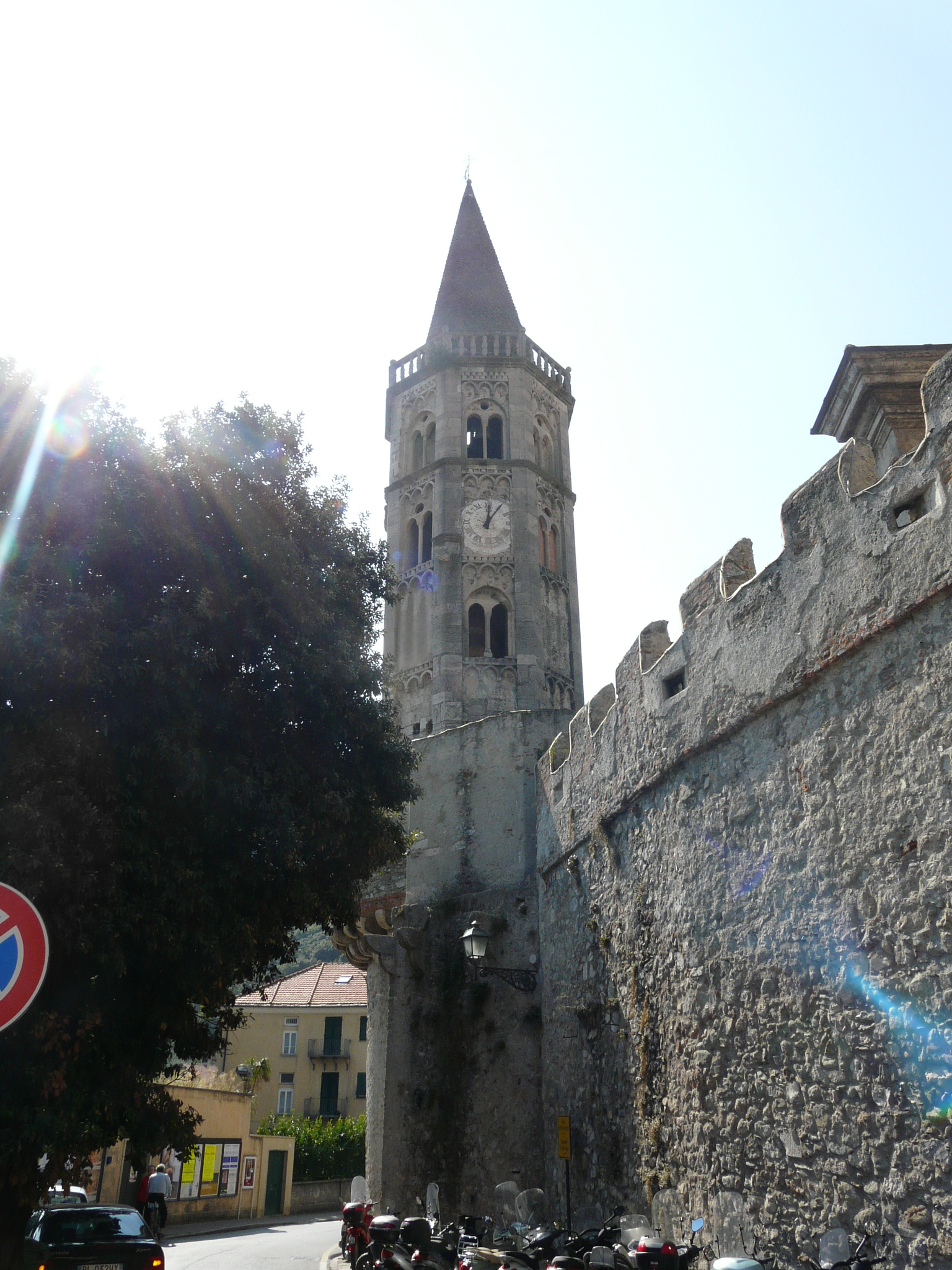
Campanile de la collégiale San Biagio

Finalborgo est une ancienne commune italienne devenue maintenant un hameau (frazione) de la commune de Finale Ligure, entre Finale Marina et Calice Ligure.
En son centre, Finalborgo est un bourg médiéval fortifié, l'un des plus typiques d'Italie classé dans les Plus Beaux Bourgs d'Italie.

## Histoire
Les premières installations remontent aux Ligures. Le village, face au fleuve Pora, prend sous les Romains le nom de Burgum Finarii (« le bourg aux frontières » entre l'Italie et la Gaule) puis le nom actuel. On sait peu de la période du haut Moyen Âge, même si en 967 le nom de Final apparaît dans le document par lequel l'empereur Otton constitue la base du comté de Montferrat.
En 1142, le marquis Enrico du Carretto (dit le Guercio) obtient le marquisat de Savone. Sa famille  gouverne jusqu'en 1598 et  en construit l'actuel bourg. Le pays passe ensuite sous la domination espagnole jusqu'à 1713.  Finalborgo devient un point de passage important pour rejoindre les terres milanaises.
À la mort de Charles II d'Espagne, le marquisat de Savone est cédé aux Génois, et Finalborgo perd son importance. Il reste sous le contrôle de Gênes jusqu'en 1795 lorsque la République ligure est conquise par Napoléon Ier et, après la Restauration, il passe finalement au royaume de Sardaigne.

## Culture
Dans la collégiale dédiée à San Biagio figurent :
- la chaire baroque de marbre blanc du sculpteur Pasquale Bocciardo illustrée par le char de feu de l'Apocalypse et ses animaux ailés  de la Visione di Ezechiele (1765),
- Les douze retables des chapelles latérales...

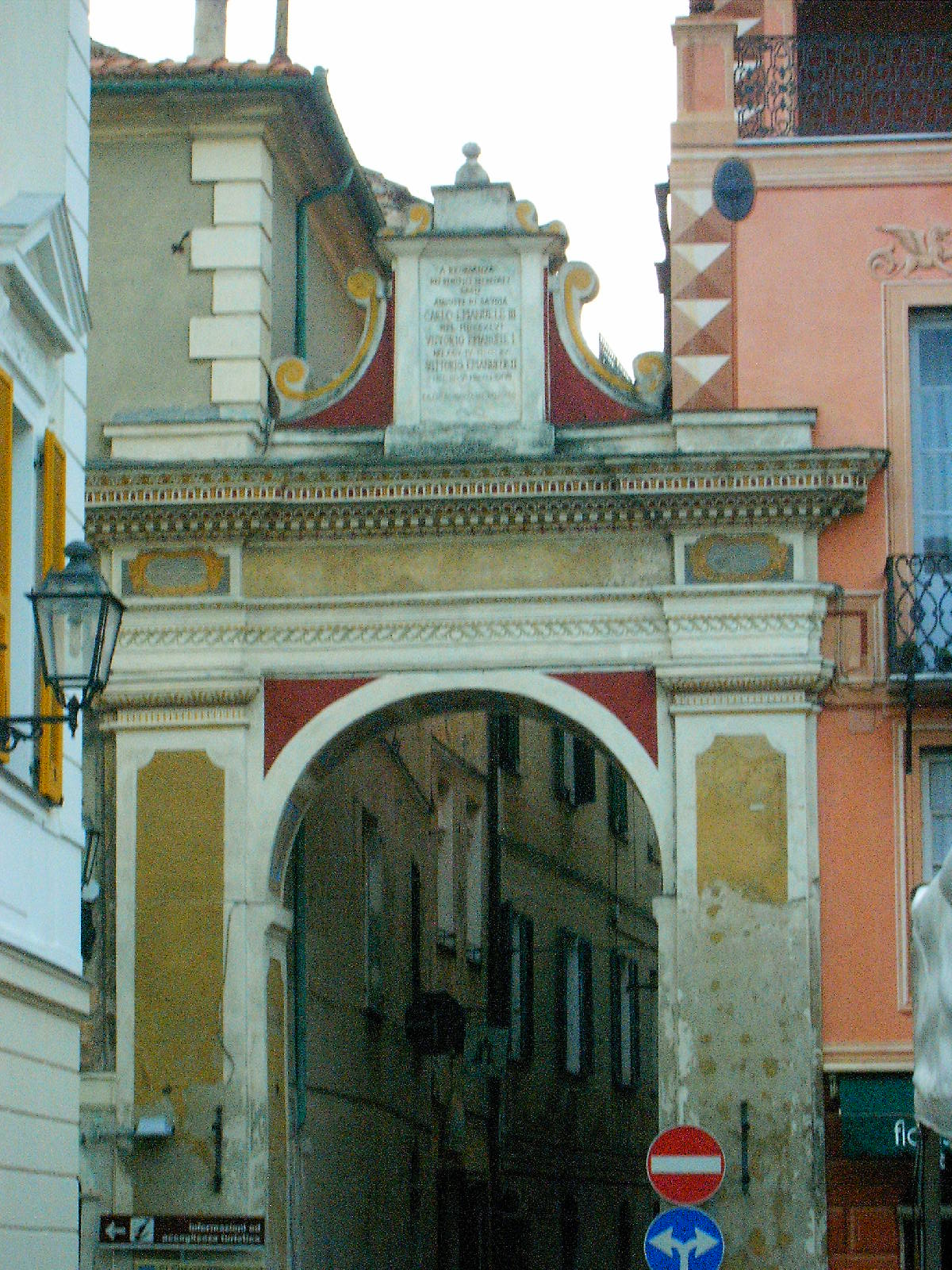
Arc commémoratif  à Charles-Emmanuel sur la Piazza Garibaldi.
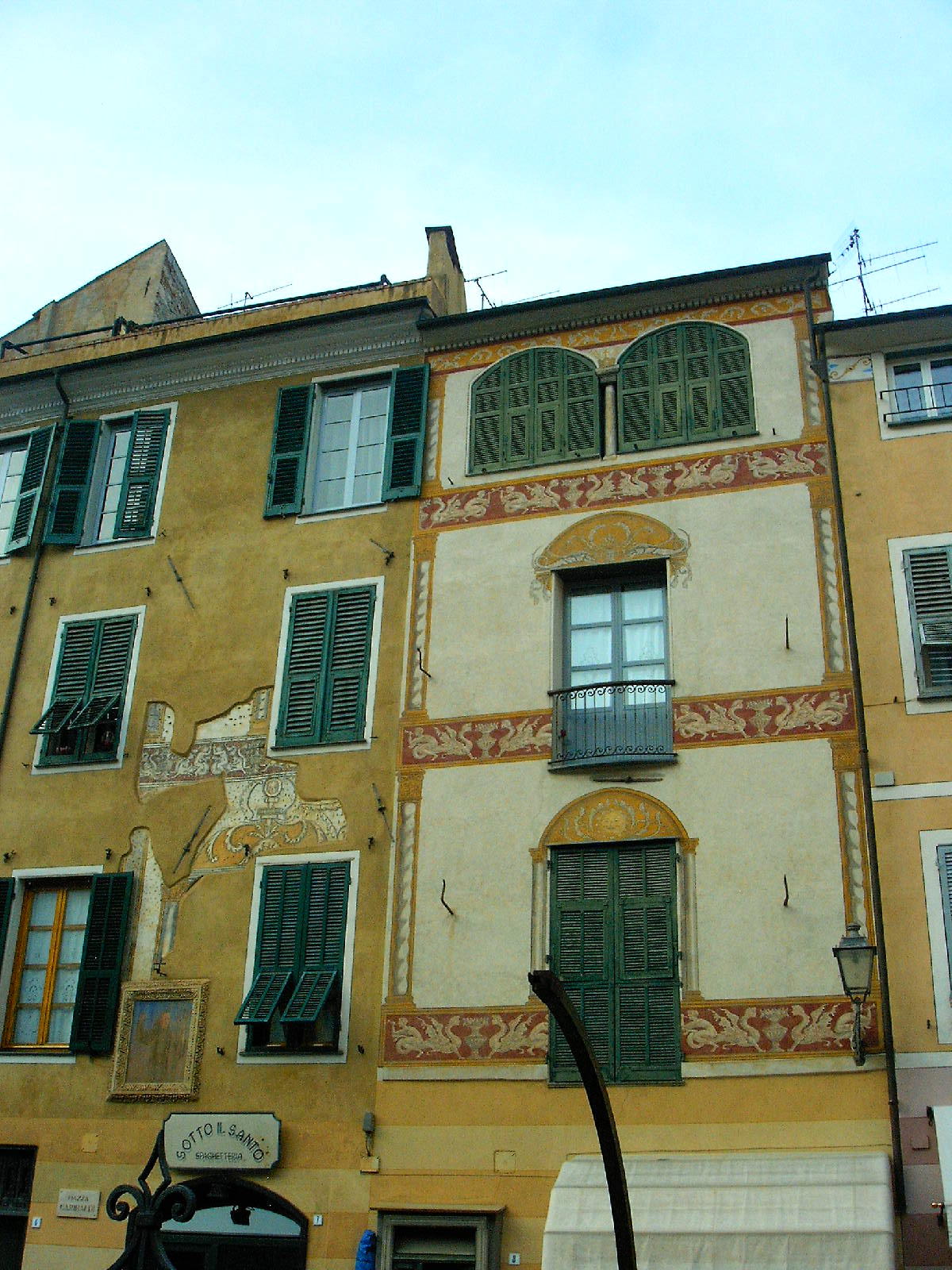
Palais sur la Piazza Garibaldi.
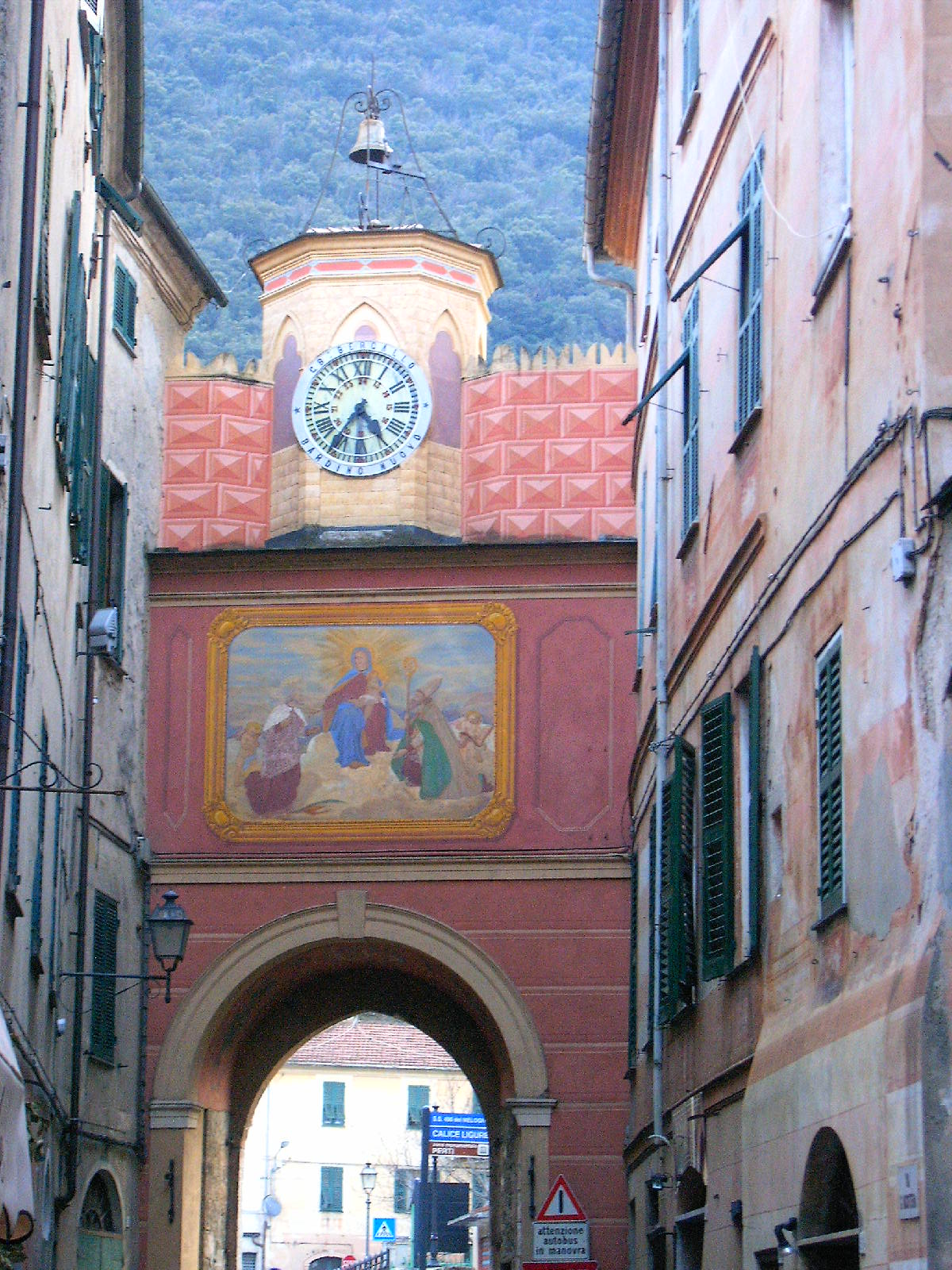
La Porta Testa ouvrant sur la Via Nicotera.
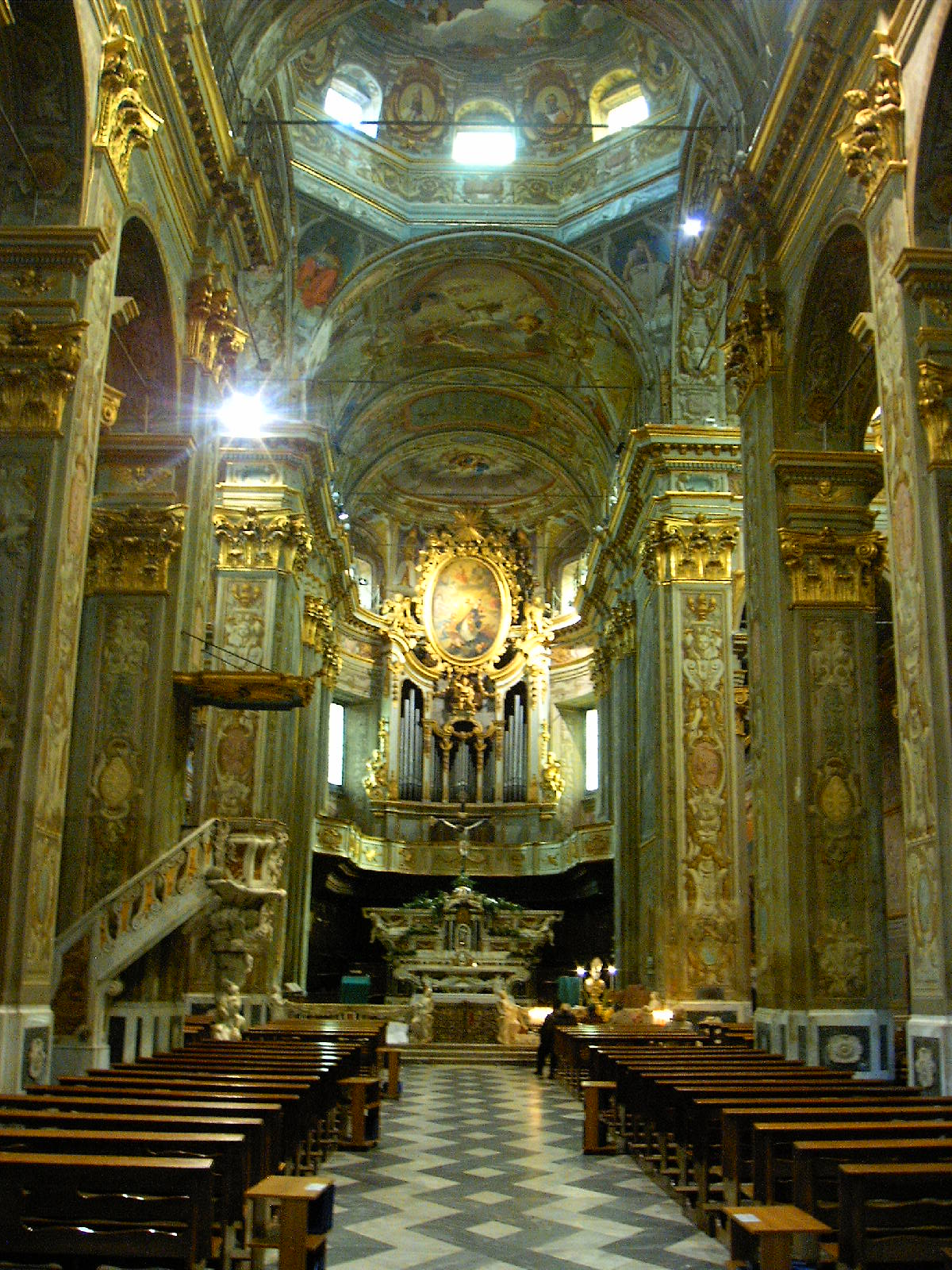
Intérieur de l'église San Biagio.
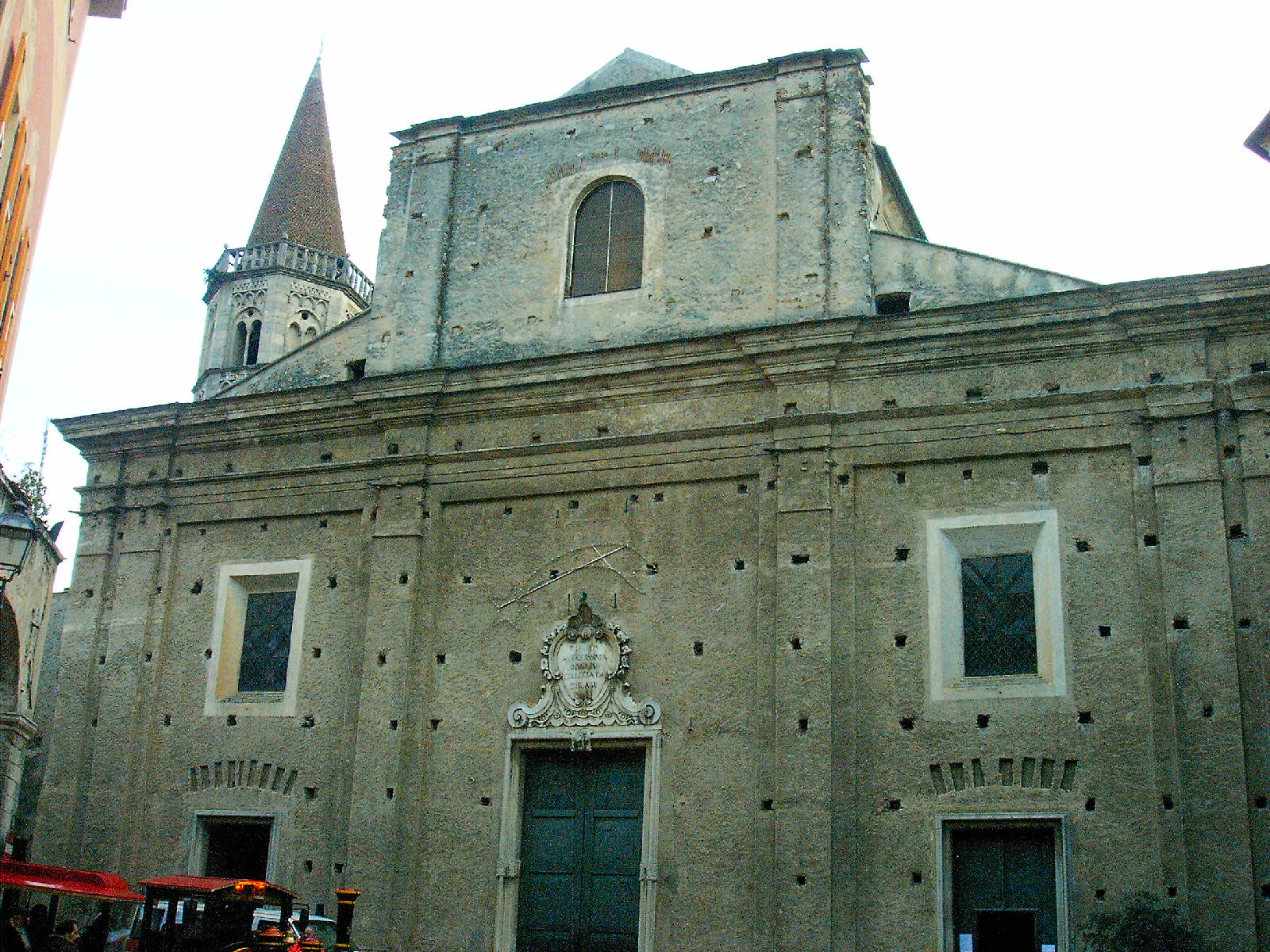
Façade de l'église San Biagio.
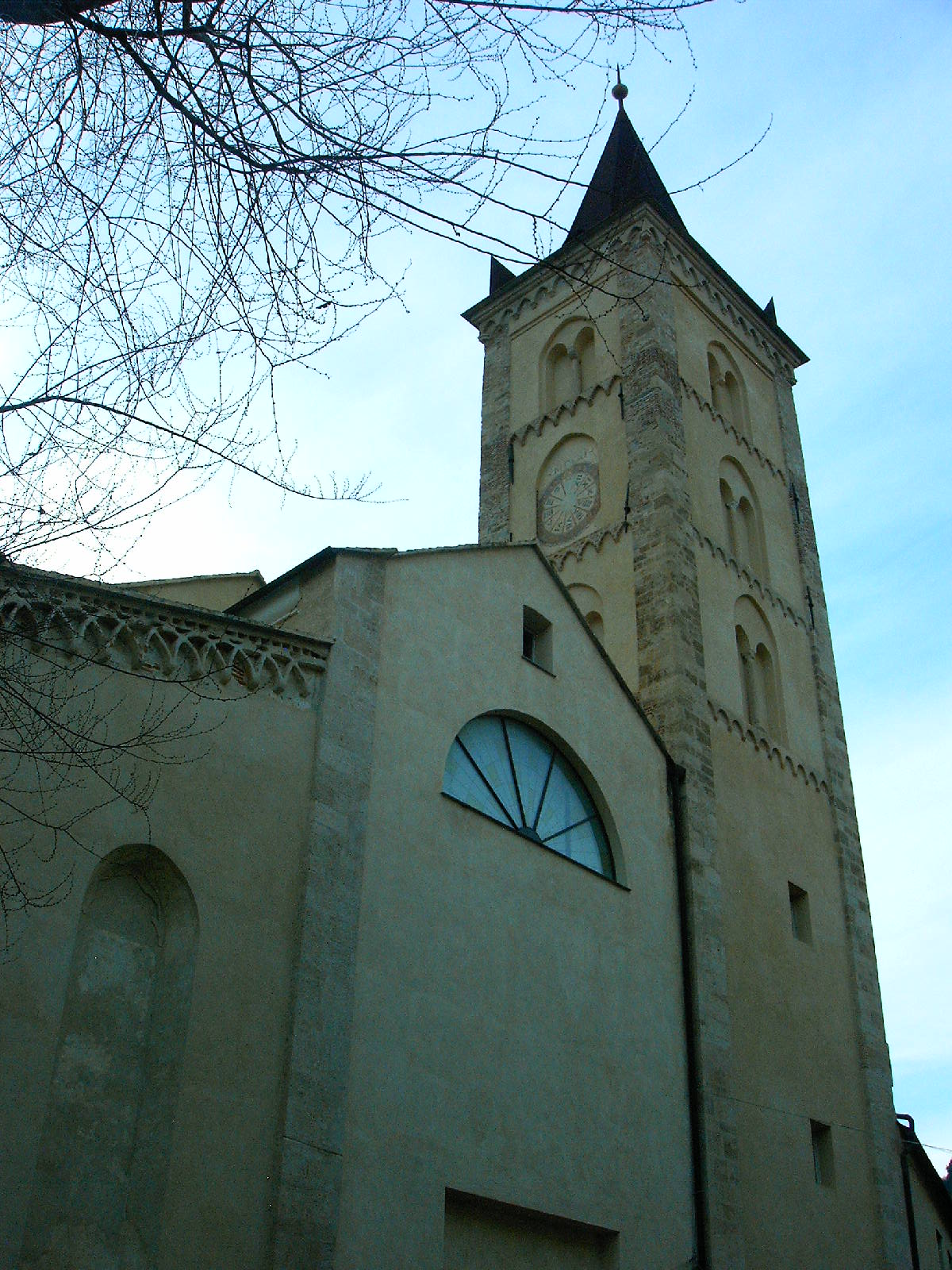
L'ex-couvent Santa Caterina.
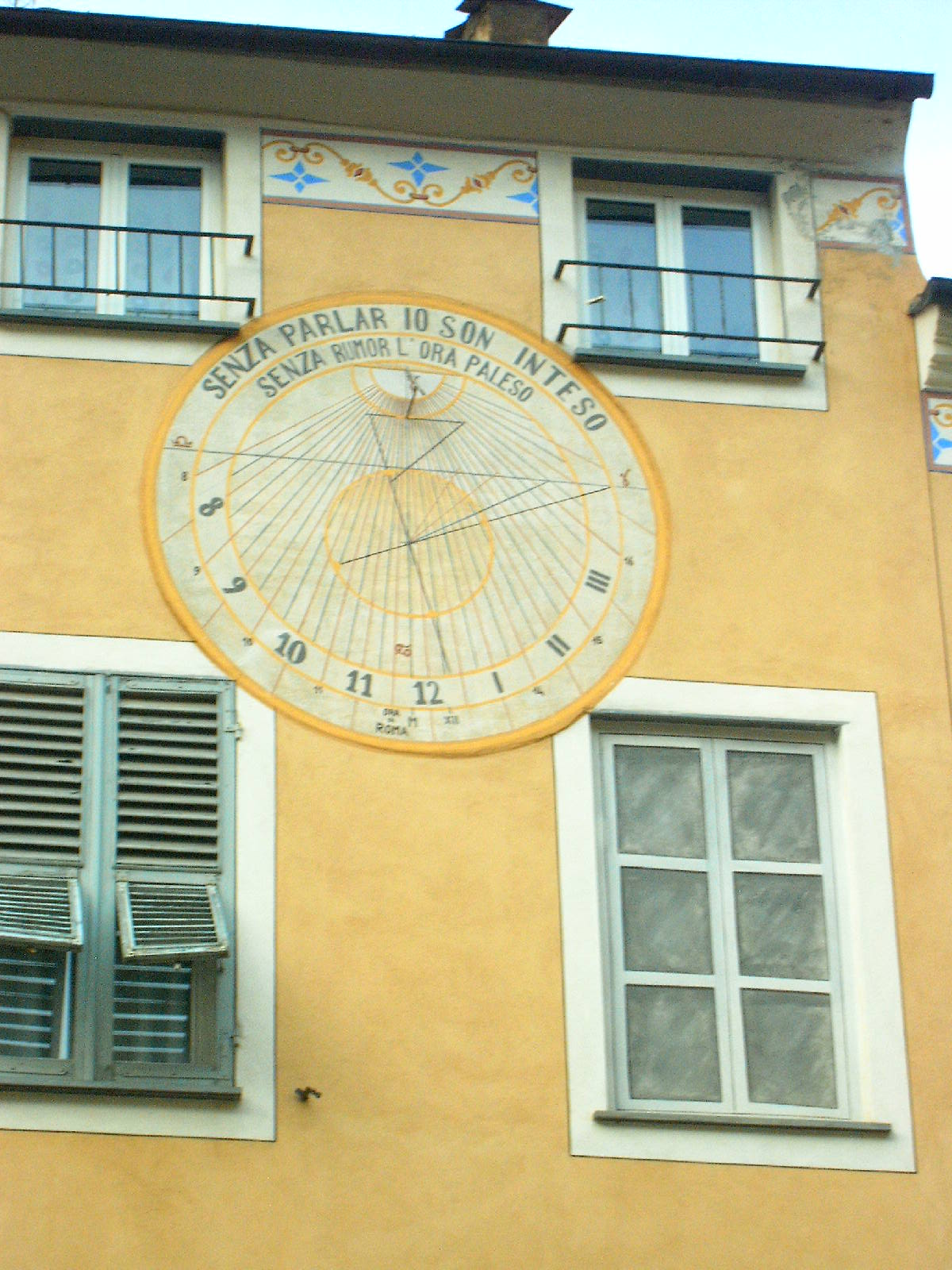
Cadran solaire Piazza Garibaldi.

## Industries
Une verrerie y fut fondée en 1781, qui fonctionna quelques années jusqu'en 1786, et où vinrent travailler une dizaine de verriers français.